# Droga wojewódzka nr 682
Droga wojewódzka nr 682 – droga wojewódzka o długości 16 km łącząca drogę nr 681 w Łapach z drogą 678 w Markowszczyźnie. Jest częścią drogi Łapy — Białystok. 
Trasa przeszła modernizację mającą na celu dobudowanie drugiej jezdni oraz wyprowadzenie ruchu z miejscowości Turośń Dolna i Markowszczyzna - oddanie do ruchu nastąpiło pod koniec 2019 r. Inwestycja stanowi kontynuację modernizacji trasy z Łap do Białegostoku, po modernizacji drogi wojewódzkiej 678 na odc. Markowszczyzna - Białystok. W dalszej perspektywie powstać ma obwodnica Uhowa i Łap, zaś cała trasa ma stać się nową trasą łączącą Wysokie Mazowieckie z Białymstokiem, umożliwiając rezygnację z drogi woj. 671 na odc. Roszki-Wodźki - Markowszczyzna, dalszy rozwój Łap i nasilenie urbanizacji w obszarze między Łapami, a Białymstokiem oraz wyprowadzenie ruchu drogowego z Narwiańskiego Parku Narodowego na wysokości miejscowości Bokiny. 
Obecnie trasa swój początek w Łapach ma przy skrzyżowaniu ul. Płonkowskiej z Brańską, w pobliżu straży pożarnej. Po wybudowaniu obwodnicy Łap, początek trasy przeniesie się na północny zachód obrzeży miasta, gdzie w kierunku wschodnim poprowadzona zostanie obwodnica w kier. Markowszczyzny i Białegostoku, umożliwiając ominięcie miasta od strony północnej. W kierunku południowym i zachodnim poprowadzona zostanie droga wojewódzka 681, kolejno w kierunku Płonki Kościelnej oraz wsi Roszki-Wodźki i w kier. Brańska oraz Ciechanowca.